# Taimi

Taimi logotipo

Taimi ( /teImi/) es una aplicación de citas y redes sociales dirigida a personas LGBTQI+. La red hace coincidir a los usuarios de Internet en función de sus preferencias y ubicación seleccionadas. Taimi se ejecuta en iOS y Android.
La aplicación móvil tiene una versión premium gratuita y por suscripción. Taimi comenzó como una aplicación de citas en línea para hombres gay. Sin embargo, la compañía anunció varias veces planes para la versión LGBTQI+ inclusive en el pasado.
Actualmente, Taimi brinda servicios de citas y redes sociales a LGBTQ+ personas, incluida la transmisión en vivo, videollamadas y chat.
Taimi está disponible en 45 países incluidos los Estados Unidos, Canadá, Italia, Australia, Singapore, y Brasil.

## Historia
Taimi fue lanzado en 2017 por Social Impact Inc. en Las Vegas. Taimi's al fundador Alex Pasykov se le ocurrió un nombre para la aplicación de citas "Tame Me", que gradualmente se transformó en Taimi.
La empresa se ha expandido a varios países de Europa. El 31 de octubre de 2018, Taimi anunció el lanzamiento en el Reino Unido. El 20 de julio de 2019, Taimi se lanzó en  Países Bajos, España y países de habla hispana en Centro y Sur America seguido.
En 2020, después de que BlueCity se hiciera pública con Blued, Pasykov insinuó la posibilidad de una futura oferta pública inicial de Taimi.
Pasykov se describe a sí mismo como un aliado y declaró en una carta abierta que Taimi se asociaría con ONG para luchar contra la homofobia patrocinada por el estado en todo el mundo.
La compañía ha sido patrocinadora de varias marchas y desfiles Pride, incluidos Los Angeles Pride, New York City Pride, Las Vegas Orgullo. Taimi también se asoció con Trevor Project para apoyar los derechos LGBTQI+. Durante COVID-19 pandemia Taimi se asoció con Attitude Magazine para el orgullo virtual.

## Operación

### Características
Taimi afirma ser "la aplicación de citas gay más segura" con un enfoque en características de seguridad como la autenticación de dos factores y la verificación automática de cuentas. El fundador describió el desarrollo de la aplicación como "impulsado por el usuario".
En 2018, la aplicación recibió una respuesta negativa de los activistas LGBTQI+ cuando Taimi implementó un filtro que permitía a los usuarios de Taimi bloquearse entre sí en función del Estado de VIH. Taimi eliminó el filtro y esa opción ya no está disponible.
En 2020, Taimi lanzó nuevas funciones que incluyen Rainbow Like y Live Streams. Estos últimos se presentaron durante un evento de transmisión en vivo, Taimi Talks.
En noviembre de 2020, la aplicación se rediseñó por completo, incorporando un nuevo logotipo, una nueva marca y una interfaz de aplicación mejorada.

## Lectura adicional
- Imagining Interventions for Collective Sex Environments, Flowers, P. & Frankis, J. Arch Sex Behav (2019) 48: 35. Imaginando intervenciones para entornos de sexo colectivo | SpringerLink
- Niveles de batería de teléfonos inteligentes y toma de decisiones sexuales entre hombres que tienen sexo con hombres, Lopes, A., Skoda, K. & Pedersen, C.L. Sexualidad & Cultura (2019).